# فلافيو تشيبولا
فلافيو تشيبولا (بالإيطالية: Flavio Cipolla)‏ (مواليد 20 أكتوبر 1983، روما) لاعب تنس محترف من إيطاليا. وصل عام 2007 إلى الدور الثاني من بطولة فرنسا المفتوحة وخسر مقابل رافاييل نادال، كما وصل عام 2008 إلى الدور الثالث من بطولة أمريكا المفتوحة. كان أعلى تصنيف حققه هو 99 بتاريخ 20 يوليو 2009.

## وصلات خارجية
- فلافيو تشيبولا على موقع رابطة محترفي التنس (الإنجليزية)
- فلافيو تشيبولا على موقع الاتحاد الدولي لكرة المضرب (الإنجليزية)
- فلافيو تشيبولا على موقع كأس ديفيز (الإنجليزية)
- فلافيو تشيبولا على موقع خلاصة التنس.كوم (الإنجليزية)
- فلافيو تشيبولا على موقع إي إس بي إن.كوم (الإنجليزية)